# Večernji mak
Večernji mak (lat. Platystigma), monotipski rod jednogodišnjeg raslinja iz porodice makovki. Jedina je vrsta P. lineare, malena zeljasta biljka bijelih i žutih latica iz čijeg korijena nikne nekoliko uspravnih dlakavih stabljika. Svi listovi su prizemni, uski i dugački Endem je iz Kalifornije.
Narodni lokalni nazivi za nju su Carnival Poppy, Narrowleaf Queen Poppy, Narrow-leaved Meconella. Kod Karavle: večerni mak.

## Sinonimi za rod i vrstu
- Hesperomecon Greene
- Hesperomecon angusta Greene
- Hesperomecon filiformis Fedde
- Hesperomecon greeneana Fedde
- Hesperomecon linearis (Benth.) Greene
- Hesperomecon luteola Greene
- Hesperomecon platystemon Greene
- Hesperomecon pulchella Greene
- Hesperomecon stricta Greene
- Meconella linearis (Benth.) A.Nelson & J.F.Macbr.
- Meconella linearis var. pulchellum (Greene) Jeps.
- Platystemon linearis (Benth.) Curran